# Noël Jacquemart
Noël Jacquemart, né le 24 décembre 1909 à Sedan et mort le 30 juillet 1990 à Fontenay-Le-Comte, est un journaliste, un directeur de journaux, un éditeur et un historien de la presse. Il crée notamment L’Écho de la Presse et de la Publicité au lendemain de la Seconde Guerre mondiale. Il devient une personnalité de la presse française de l'après-guerre. Proche de l'extrême droite, il est condamné en 1966 pour offense au chef de l'État, ce qui fait réagir la profession.

## Biographie
Né d'une famille modeste, son père était boulanger, il commence à travailler comme saute-ruisseau (clerc de notaire). Il continue dans l'entre-deux-guerres par des petits boulots : manœuvre, aide-comptable, ouvrier aux Halles de Paris, figurant au théâtre du Châtelet, marchand forain. Il participe aussi à un petit hebdomadaire local dans sa ville natale, le Réveil de Sedan.
Il est mobilisé en 1939. Après sa démobilisation, il s'occupe d'un bureau de ravitaillement.
À la Libération, il revient à Paris y créer un groupe de presse qui inclut plusieurs journaux professionnels dont L’Écho de la presse et de la publicité, L’Écho des dépositaires, Gaieté-magazine, Sonovision, etc. L'époque est marquée par l'épuration. L'ordonnance du 6 mai 1944 prévoit la confiscation des biens des journaux qui ont continué à paraître après le 15 juin 1940 en zone occupée et après le 11 novembre 1942 en zone libre, ce qui provoque la disparition d'une bonne partie de la presse d'avant-guerre et un renouvellement de ce secteur, tout en favorisant le maintien d'une pluralité des médias. Noël Jacquemart, nouvel entrant dans la presse parisienne, se montre pour autant critique sur le caractère de spoliation qu'avaient revêtu, selon lui, les mesures ayant frappé les anciennes entreprises de presse. À partir de 1957, il ajoute à son portefeuille de titre le journal satirique de droite, le Charivari, dont il devient le rédacteur en chef et qu'il fait renaître de ses cendres, avec le concours notamment du caricaturiste Pierre Pinatel,.
Proche de l'extrême droite, et de l'OAS, comme son fils Claude Jacquemart, Noël Jacquemart doit faire face à plusieurs enquêtes ou mise en cause judiciaire. En 1962, il est interpellé et gardé à vue quelques jours, alors que son fils Claude est recherché et s'exile en Belgique. En 1963, les bureaux de L’Écho de la presse et de la publicité sont l'objet d'un curieux cambriolage, à la recherche de documents. La même année, il est poursuivi pour offense au chef de l'État, le général de Gaulle, dans son journal Le Charivari. Il est condamné à une peine de prison, une amende et est rayé des listes électorales. Les réactions sont vives au sein de la profession. La précédente condamnation à la prison d'un journaliste date de 1875 et du président Mac-Mahon. La peine de prison est annulée en appel.
En 1988, il dépose le bilan des éditions Jacquemart, en raison de sommes non payées à l'URSSAF. Ses journaux sont rachetés par le groupe de presse professionnelle Liaisons,.

## Décoration
- Chevalier de l'ordre du mérite postal (1955)[8]

## Principales publications
Noël Jacquemart a rédigé quelques ouvrages sur l'histoire de la presse française et des médias français, notamment :
- Quatre ans d'histoire de la presse française 1944-1947, 1948.
- Le quatrième pouvoir, la presse française de 1830 à 1960, 1969, en collaboration avec  Jean-André Faucher.